# Tu–119
A Tu–119 a Szovjetunióban a Tu–95 stratégiai bombázó alapján kifejlesztett nukleáris meghajtású kísérleti repülőgép terve volt. A fejlesztési program részeként csak az atomreaktorral ellátott, de hagyományos légcsavaros gázturbinákkal felszerelt kísérleti repülőgép, a Tu–95LAL készült el. A programot az 1960-as évek végén törölték.

## Története
A Szovjetunióban az 1940-es évek végén, az 1950-es évek elején kezdtek el foglalkozni az atommeghajtású repülőgépek és hajók ötletével az Igor Kurcsatov vezetése alatt álló kutatóintézetben. Az atomreaktorok repülésben történő alkalmazására vonatkozó elméleti munkát az intézetben Alekszandr Alekszandrov irányította. A Szovjetunió Minisztertanácsa 1955. augusztus 12-i, 1561–868 sz. rendeletében a Tupoljev- (OKB–156), a Lavocskin- (OKB–301) és a Mjasziscsev-tervezőirodát (OKB–23) az atommeghajtású repülőgép, a Kuznyecov- (OKB–276) és a Ljulka-tervezőirodákat (OKB–165) pedig a nukleáris hajtású hajtóművek kidolgozásával bízta meg. A szovjet katonai vezetés a nukleáris meghajtással a korábbiaknál lényegesen nagyobb hatósugarú repülőgépet szeretett volna a légierő rendelkezésére bocsátani, melynél lényegében csak a személyzet pszichikai és fizikai állóképessége szab határt a bevetések időtartamának.
A tervezőirodák a koncepciók kidolgozása során többféle hajtási módot tanulmányoztak, így elméleti kutatásokat folytattak a nukleáris hajtású sugárhajtóművekkel, torlósugárhajtóművekkel és légcsavaros gázturbinákkal. A Lavocskin- és a Ljulka-tervezőirodák egy nukleáris üzemű torlósugárhajtóműves robotrepülőgép tervein dolgoztak. A Tupoljev-tervezőiroda egy nagyméretű, nehéz atommeghajtású repülőgép ötletével állt elő, melynek alapjául a Tu–95 stratégiai bombázó szolgált. A tervezőiroda egy 20 éves programot vázolt fel, számításaik szerint az 1970-es, 1980-as évekre készült volna el a teljes értékű nukleáris meghajtású harci repülőgép. A többlépcsős program részeként először földi tesztek során akarták vizsgálni az atomreaktor működését, a sugárvédelemre szolgáló megoldásokat. Ezután tervezték a repülési teszteket, melyekre az atomreaktor légi üzemeltetéséhez volt szükség. A program végső fázisában pedig a nukleáris hajtású gázturbinákkal felszerelt repülőgép, a Tu–119 próbáira került volna sor.
Az atomreaktornak repülőgépbe történő beépítésével kapcsolatos munkálatokat a Tupoljev-tervezőiroda tomilinói részlegénél végezték I. F. Nyezval vezetésével. A terv komoly kihívások elé állította a tervezőirodát. A sugárzás miatt a repülőgépgyártásban addig soha nem használt anyagokra volt szükség, melyeket a tervezőiroda A. Sz. Fainstein vezetése alatt álló metallurgiai laboratóriumában dolgoztak ki, számos más szovjet kutatóintézettel együttműködve.
1958-re elkészült a reaktor földi tesztpéldánya, melyet egy Szemipalatyinszk közeli repülőtéren próbáltak ki. Első alkalommal 1959 első felében aktiválták a reaktort. Ezt követően került sor a 7800408 gyártási számú Tu–95M-ből átalakított, hagyományos üzemű légcsavaros gázturbinákkal felszerelt Tu–95LAL repülő laboratóriumba történő beépítésére. A géppel először földi teszteket végeztek, majd 1961-re került repülőképes állapotba. Az atomreaktort a gép törzsében, a törzs–szárny csatlakozás mögött helyezték el. A reaktor nagy mérete miatt mind a törzs alján, mind a tetején egy kidudorodó púp volt. A reaktort úgy építették be, hogy az szereléshez a törzsből alul leereszthető legyen.
A Tu–95LAL géppel 1961 május–augusztus között 34 kísérleti repülést végeztek. A reaktor a repülések egy része alatt működött, máskor deaktivált állapotban volt. A tesztrepülések elsődleges célja a működő reaktor jelentette sugárzás, illetve a sugárvédelem hatékonyságának a tanulmányozása volt. A pilótafülkébe ezért sugárzásmérő műszereket szereltek be, melyekkel a pilótákat ért sugárterhelést mérték.
A program következő fázisa a Tu–119 megépítése lett volna, mely szintén a Tu–95-ön alapult, de a két külső, hagyományos üzemű Kuznyecov NK–12M légcsavaros gázturbinák mellé a szárnyakon a két belső hajtómű helyére már a nukleáris üzemű Kuznyecov NK–14A beépítését tervezték. A hajtóművek beépítése után, a tervek szerint 1974-ben került volna sor a gép felszállására. A későbbiekben pedig mind a négy hajtómű az atommeghajtású Kuznyecov NK–14A lett volna. A Tu–119-es technológiáját felhasználva a későbbiekben a Tupoljev-tervezőiroda a Tu–114-en alapuló tengeralattjáró elhárító repülőgép kifejlesztését is tervezte. A Tu–119 fejlesztési programját azonban a felmerült műszaki problémák, a magas költségek és a biztonsági kockázatok miatt nem tartották életképesnek, ezért azt az 1960-as évek végén törölték, így a nukleáris üzemű hajtóművek alkalmazására és a Tu–119 megépítésére már nem került sor.
A nukleáris üzemű Kuznyecov NK–14A tervezése a Tu–119 fejlesztésével párhuzamosan folyt. Az NK–14A működése lényegében a hagyományos, kerozin üzemű légcsavaros gázturbinákéra hasonlított. A leglényegesebb különbség az volt, hogy a gázturbina-ciklus során a hőbevitelt nem a hagyományos gázturbináknál alkalmazott kerozin elégetése biztosította, hanem a repülőgép atomreaktora által termelt hőt egy hőcserélőn juttatták volna a gázturbinába.

## Hasonló repülőgépek
- X–6

## Külső hivatkozások
- A Tu–119 az Ugolok nyeba (airwar.ru) oldalán (oroszul)
- A Tu–95LAL az Ugolok nyeba (airwar.ru) oldalán (oroszul)
- A Tu–95LAL a Testpilot.ru-n (oroszul)